# Helianthus mollis
Helianthus mollis — вид квіткових рослин з родини айстрових (Asteraceae).

## Біоморфологічна характеристика
Це багаторічник 50–150+ см (кореневищні). Стебла прямовисні, ворсисті. Листки переважно стеблові; переважно протилежні; сидячі; листкові пластинки (попелясті чи сіро-зелені) від ланцетних до широко-яйцюватих, 5.5–14.5 × 1.8–6.5 см, абаксіально (низ) щетинисті чи запушені й залозисто-точкові; краї цілі чи зубчасті. Квіткових голів 1–15. Променеві квітки 17–22; пластинки 25–30 мм (абаксіально густо-залозисті). Дискові квітки 75+; віночки 6–7.5 мм, частки жовті; пиляки темні. Ципсели 3.5–4 мм, дистально ворсинчасті. 2n = 34. Цвітіння: літо — початок осені.

## Умови зростання
Канада й США (Алабама, Арканзас, Коннектикут, Делавер, Округ Колумбія, Джорджія, Іллінойс, Індіана, Айова, Канзас, Кентуккі, Луїзіана, Мен, Мериленд, Массачусетс, Мічиган, Міссісіпі, Міссурі, Небраска, Нью-Джерсі, Нью-Йорк, Північна Кароліна, Огайо, Оклахома, Онтаріо, Пенсільванія, Род Айленд, Південна Кароліна, Теннессі, Техас, Вірджинія, Західна Вірджинія, Вісконсин). Населяє прерії, узбіччя доріг; 10–600+ метрів.